# B-1 (szybowiec)
B-1 – polski szybowiec szkolny zbudowany w dwudziestoleciu międzywojennym.

## Historia
Inżynier Michał Blaicher zaprojektował B-1 jako szybowiec przeznaczony do szkolenia pilotów w lotach żaglowych i na holu. Budowę prototypu prowadziły Warsztaty Szybowcowe ZASPL we Lwowie. Szybowiec otrzymał numer fabryczny 137.
W konstrukcji szybowca przewidziano możliwość wykonywania lotów przez pilota ze spadochronem lub bez. Umożliwiało to brezentowe, regulowane oparcie fotela pilota. Dodatkową nowością było zamontowanie w szybowcu przyrządu wskazującego prądy wznoszące, będącego autorskim pomysłem konstruktora.
Oblot prototypu został wykonany 29 maja 1934 roku na lotnisku w Skniłowie. Pilotami-oblatywaczami byli: Michał Blaicher, Franciszek Kotowski, Piotr Mynarski oraz Zbigniew Żabski.
W 1934 roku szybowiec został przetransportowany do szkoły szybowcowej w Bezmiechowej, gdzie prowadzono dalsze badania. Wykazały one, że szybowiec jest trudny w pilotażu, jego osiągi były gorsze od zbudowanej w tym samym czasie Sroki. Również przyrząd do wskazywania noszeń nie spełnił oczekiwań. Podjęto decyzję o zaprzestaniu projektu, szybowiec został zdemontowany i później skasowany.

## Konstrukcja
Jednomiejscowy szybowiec szkolny w układzie zastrzałowego górnopłatu o konstrukcji drewnianej.
Kadłub o konstrukcji półskorupowej o przekroju sześciokątnym. Przód kryty sklejką, część środkowa płótnem, kratownicowa część ogonowa kryta również sklejką. Kabina pilota otwarta, osłonięta wiatrochronem. Fotel pilota regulowany. Z przodu kadłuba znajdował się zaczep do startu z lin gumowych i lotów na holu. Statecznik pionowy wykonany jako integralna część kadłuba. 
Płat dwudzielny o obrysie prostokątnym, zwężony na końcach, podparty dwoma parami zastrzałów dodatkowo usztywnionych skrzyżowanymi linkami. Płat jednodźwigarowy z dźwigarem pomocniczym, wyposażony w lotki, kryty do dźwigara sklejką, dalej płótnem.
Usterzenie krzyżowe, statecznik poziomy jednoczęściowy, podparty zastrzałami. Stateczniki kryte sklejką, powierzchnie sterowe płótnem.
Podwozie jednotorowe złożone z amortyzowanej podkadłubowej płozy głównej i płozy ogonowej.